# Koło kwintowe
Koło kwintowe, okrąg kwintowy – graficzny schemat przedstawiający gamy / tonacje w systemie dur-moll uszeregowane według zmieniającej się liczby znaków przykluczowych. Nazwa wywodzi się od kwintowego pokrewieństwa między sąsiadującymi tonacjami, rozmieszczonymi na okręgu według zmieniającej się liczby znaków przykluczowych. W kierunku zgodnym z ruchem wskazówek zegara w każdej następnej gamie przybywa dodatkowo jeden krzyżyk, przy czym tonika gamy (nadająca jednocześnie jej nazwę) jest dominantą gamy wyjściowej (poprzedzającej). W kierunku przeciwnym zwiększa się liczbę bemoli, a tonika jest subdominantą gamy wyjściowej.
Każda tonacja durowa posiada pokrewną tonację molową (zbudowaną na tonice znajdującej się o tercję małą poniżej toniki pokrewnej tonacji durowej). Obie mają takie same znaki przykluczowe. W kole kwintowym daje to układ tonacji molowych rozpoczynający się od a-moll (pokrewnej do C-dur).